# Сан-Кристобаль-де-лас-Касас
Сан-Кристо́баль-де-лас-Ка́сас (ісп. San Cristóbal de las Casas) — місто в мексиканському штаті Чіапас, центр однойменної міської громади.

## Географія
Розташований у Південній Мексиці у межах Чіапаського нагір'я. Лежить на Ріо-Фоготіко.

### Клімат
Місто знаходиться у зоні, котра характеризується океанічним кліматом субтропічних нагір'їв. Найтепліший місяць — червень із середньою температурою 16.7 °C (62.1 °F). Найхолодніший місяць — січень, із середньою температурою 12.4 °С (54.3 °F).
| Клімат Сан-Кристобаля-де-лас-Касас | Клімат Сан-Кристобаля-де-лас-Касас | Клімат Сан-Кристобаля-де-лас-Касас | Клімат Сан-Кристобаля-де-лас-Касас | Клімат Сан-Кристобаля-де-лас-Касас | Клімат Сан-Кристобаля-де-лас-Касас | Клімат Сан-Кристобаля-де-лас-Касас | Клімат Сан-Кристобаля-де-лас-Касас | Клімат Сан-Кристобаля-де-лас-Касас | Клімат Сан-Кристобаля-де-лас-Касас | Клімат Сан-Кристобаля-де-лас-Касас | Клімат Сан-Кристобаля-де-лас-Касас | Клімат Сан-Кристобаля-де-лас-Касас | Клімат Сан-Кристобаля-де-лас-Касас |
| Показник                           | Січ.                               | Лют.                               | Бер.                               | Квіт.                              | Трав.                              | Черв.                              | Лип.                               | Серп.                              | Вер.                               | Жовт.                              | Лист.                              | Груд.                              | Рік                                |
| Абсолютний максимум, °C            | 28,5                               | 29                                 | 30,5                               | 32,5                               | 34,5                               | 28,5                               | 28,5                               | 29,5                               | 26                                 | 28,5                               | 29,5                               | 30                                 | 34,5                               |
| Середній максимум, °C              | 21                                 | 21,7                               | 23,6                               | 24,1                               | 24                                 | 22,8                               | 22,7                               | 22,8                               | 22,3                               | 21,6                               | 21,4                               | 21,1                               | 22,4                               |
| Середня температура, °C            | 12,4                               | 12,8                               | 14,7                               | 15,8                               | 16,6                               | 16,7                               | 16,4                               | 16,4                               | 16,5                               | 15,5                               | 14,2                               | 12,8                               | 15,1                               |
| Середній мінімум, °C               | 3,8                                | 4                                  | 5,7                                | 7,5                                | 9,1                                | 10,6                               | 10,1                               | 9,9                                | 10,7                               | 9,4                                | 7,1                                | 4,4                                | 7,7                                |
| Абсолютний мінімум, °C             | −3,5                               | −5                                 | −2                                 | 1                                  | 0                                  | 2                                  | 4                                  | 4                                  | 3                                  | 2                                  | 0                                  | −5                                 | −5                                 |
| Норма опадів, мм                   | 9                                  | 8                                  | 12                                 | 45                                 | 94                                 | 229                                | 174                                | 191                                | 226                                | 116                                | 35                                 | 11                                 | 1150                               |
| Днів з дощем                       | 4,5                                | 2,8                                | 3,3                                | 5,9                                | 9,8                                | 19,5                               | 15,8                               | 16,1                               | 20,1                               | 13,9                               | 7,7                                | 4,6                                | 124                                |
| ---------------------------------- | ---------------------------------- | ---------------------------------- | ---------------------------------- | ---------------------------------- | ---------------------------------- | ---------------------------------- | ---------------------------------- | ---------------------------------- | ---------------------------------- | ---------------------------------- | ---------------------------------- | ---------------------------------- | ---------------------------------- |
| Джерело: Weatherbase               |                                    |                                    |                                    |                                    |                                    |                                    |                                    |                                    |                                    |                                    |                                    |                                    |                                    |